# Allium bidentatum
Allium bidentatum — вид рослин з родини амарилісових (Amaryllidaceae); поширений у центральній і північній Азії.

## Опис
Цибулини зазвичай щільно скупчені, циліндричні, іноді трохи потовщені в основі, діаметром 0.3–0.4 см; оболонка від коричневої до сірувато-коричневої. Листки коротші від стеблини (зазвичай приблизно 1/2), завширшки 1–1.5 мм, півциліндричні. Стеблина 10–30 см, циліндрична, вкрита листовими піхвами лише в основі. Зонтик півсферичний, густо багатоквітковий. Оцвітина від червоної до блідо-пурпурно-червоної; зовнішні сегменти від довгасто-яйцюватих до яйцюватих, 4–5.5 × 1.5–2.8 мм; внутрішні від вузько-довгастих до довгасто-еліптичних, 5–6.5 × 1.5–3 мм. Період цвітіння й плодоношення: липень — вересень.

## Поширення
Поширення: Казахстан, Монголія, північний Китай, Росія — Сибір, Далекий Схід.
Населяє сонячні схили, пасовища, луки, солоні місця.